# PowerBook Duo
Macintosh PowerBook Duoは、Appleによって設計、製造され、1992年から1997年まで販売されていたパーソナルコンピュータのシリーズである。

## 特徴

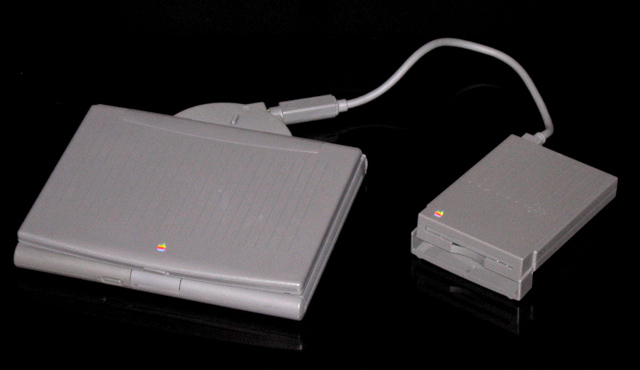
PowerBook Duoに接続したDuo MicroDockとフロッピーディスクドライブ

Macintoshシリーズの中で最も薄型軽量の機種として登場した。拡張支援デバイスとしてIDEOによってデザインされた別途Macintosh Duo Dock、Macintosh Duo MiniDockがAppleからリリースされていた。特にMacintosh Duo Dockはデスクトップ型Macintoshのミドルレンジ以上でしか提供されていなかったNuBusスロットと3.5インチHDDスロットを装備した。

## 歴史

### PowerBook Duo 210、PowerBook Duo 230
1992年にリリースされた。動作クロック25MHz, 33MHzのMC68030 プロセッサを搭載している。メインメモリは4MB DRAM（最大24MB）で、容量80MBのSCSI接続の2.5インチハードディスクを搭載する。ディスプレイは9.1インチ640x400ドットのモノクロSTN液晶である。Macintosh Duo Dock、 Macintosh Duo MiniDockが同時発売された。

### PowerBook Duo 250、PowerBook Duo 270c
1993年にリリースされた。PowerBook Duo 250は、TFTグレースケール液晶（9.1インチ640x400ドット）を搭載、PowerBook Duo 270cは、初のTFTカラー液晶（8.4インチ640x480ドット）を搭載した。VRAMが1MBに増量され、AAUI-15コネクタ内蔵、厚みを増した270cにも対応するDuo Dock IIも発売された。

### PowerBook Duo 280、PowerBook Duo 280c
1994年5月にリリースされた。動作クロック33MHzの680LC40プロセッサを搭載している。PowerBook Duo 280は、TFTグレースケール16階調液晶（9.1インチ640x400ドット）を搭載し、PowerBook Duo 280cは、最大32,000色対応のTFTカラー液晶（8.4インチ640x480ドット）を搭載した。

#### 仕様
|                                | PowerBook Duo 280                                                                                         | PowerBook Duo 280c                                                                                        |
| ------------------------------ | --- | --- |
| CPU                            | 68LC040 33MHz                                                                                             | 68LC040 33MHz                                                                                             |
| メモリ                         | 4MB + 拡張スロット×1（最大40MBまで増設可能)                                                               | 4MB + 拡張スロット×1（最大40MBまで増設可能)                                                               |
| 内蔵ストレージ                 | 240MB 2.5インチSCSI HDD                                                                                   | 320MB 2.5インチSCSI HDD                                                                                   |
| ディスクドライブ（オプション） | Macintosh HDI-20 外部1.4MBフロッピーディスクドライブ Macintosh Duoフロッピーアダプタ                      | Macintosh HDI-20 外部1.4MBフロッピーディスクドライブ Macintosh Duoフロッピーアダプタ                      |
| ディスプレイ                   | 9.1インチ（TFT, 4bitグレースケール16階調640x400ピクセル）                                                 | 8.4インチTFT液晶（最大解像度640×480ピクセルで256色表示、640x400ピクセルで32,768色表示）                   |
| 入出力ポート                   | Apple Desktop Busポート×1、シリアルポート（LocalTalk/モデム、RS-422準拠）×1、Expressモデム（14,400bps）×1 | Apple Desktop Busポート×1、シリアルポート（LocalTalk/モデム、RS-422準拠）×1、Expressモデム（14,400bps）×1 |
| オーディオ                     | 8ビットモノラルサウンド、内蔵スピーカー、マイクロフォン                                                   | 8ビットモノラルサウンド、内蔵スピーカー、マイクロフォン                                                   |
| ポインティングデバイス         | トラックボール                                                                                            | トラックボール                                                                                            |
| プリインストールOS             | 漢字Talk 7.1.1                                                                                            | 漢字Talk 7.1.1                                                                                            |
| 本体サイズ                     | 厚み：36mm、幅：277mm、奥行き：216mm                                                                      | 厚み：38mm、幅：277mm、奥行き：216mm                                                                      |
| 本体重量                       | 1.9kg | 2.2kg |

### PowerBook Duo 2300c/100
1995年にリリースされた最後のPowerBook Duo。コードネームは“AJ”。動作クロック100MHzのPowerPC 603eプロセッサを搭載している。ポインティングデバイスとしてそれまでのトラックボールに代わってトラックパッドを搭載している。Duoシリーズ旧機種全てを対象とするアップグレードキットもAppleから提供されていた。68LC040やPowerPC 603eには対応しない68882 FPUが削除された、PowerBook Duo Dock Plusが発売された。

#### 仕様
|                                | PowerBook Duo 2300c/100                                                                                   |
| ------------------------------ | --- |
| CPU                            | PowerPC 603e 100MHz                                                                                       |
| メモリ                         | 20MB 拡張スロット×1（最大56MBまで増設可能)                                                                |
| 内蔵ストレージ                 | 1.1GB 2.5インチIDE HDD                                                                                    |
| ディスクドライブ（オプション） | Macintosh HDI-20 外部1.4MBフロッピーディスクドライブ Macintosh Duoフロッピーアダプタ                      |
| ディスプレイ                   | 9.5インチTFT液晶（最大解像度640×480ピクセルで256色表示、640x400ピクセルで32,768色表示）                   |
| 入出力ポート                   | Apple Desktop Busポート×1、シリアルポート（LocalTalk/モデム、RS-422準拠）×1、Expressモデム（14,400bps）×1 |
| オーディオ                     | 8ビットモノラルサウンド、内蔵スピーカー、マイクロフォン                                                   |
| ポインティングデバイス         | トラックパッド                                                                                            |
| プリインストールOS             | 漢字Talk 7.5.2                                                                                            |
| 本体サイズ                     | 厚み：38mm、幅：277mm、奥行き：216mm                                                                      |
| 本体重量                       | 2.2kg |